# Steppenwolf
Steppenwolf — американський рок-гурт канадського походження, утворений 1967 року у Лос-Анжелесі з ініціативи музикантів, що були пов'язані з канадським блюзовим гуртом The Sparrows.
До першого складу групи входили: Джон Кей (John Kay), справжнє ім'я Йоахім Краулдет (Joachim Krauledat), 12 квітня 1944, Тілсіт, Німеччина — вокал, гітара; Майкал Монарк (Michael Monarch), 15 липня 1950, Лос-Анжелес, Каліфорнія, США — гітара; Голді Макджон (Goldy McJohn), 2 травня 1945, Торонто, Канада — фортепіано, орган, вокал; Джон Моурів (John Moreve), справжнє ім'я Джон Раштон Моурі (John Rushton Morey), 2 травня 1945, Лос-Анжелес, США — 1 липня 1981, Сан Воллі, Каліфорнія, США — бас та Джеррі Едмонтон (Jerry Edmonton), 24 жовтня 1946, Торонто, Канада — ударні.
Назву Steppenwolf (Степовий вовк) учасники гурту взяли собі, перебуваючи під враженням однойменної повісті Германа Гессе. Перед здійсненням першого запису, групу залишив Моурів, а його місце зайняв Джон Рассел Морган (John Russell Morgan). До дебютного альбому групи ввійшов хіт «Born To Be Wild», який піднявся до другого місця американського чарту. Автором цього повного бунту гімну був брат Джеррі Едмонтона — гітарист гурту The Sparrows Денніс Едмонтон відомий також як Марс Бонфайр (Mars Bonfire). Цей твір, який було використано у фільмі Денніса Хоппера «Easy Rider», став класикою рок-музики. Steppenwolf користувались хард-роковим іміджем, а їх репертуар складався з рокових та блюзових композицій. Два чергових сингли «Magic Carpet Ride» та «Rock Me», які пробились у американський Тор 10, у своїх текстах торкались політичних проблем, а також розповідали про наркотики та расові забобони.
1969 року Монарх залишив групу, а у записі наступного альбому «Monster» взяли участь нові члени групи: Ларрі Байром (Larry Byrom), 27 грудня 1948 — гітара та Нік Сант Ніколас (Nick St. Nicholas), справжнє ім'я Клаус Кассбаум (Klaus Kassbaum), 28 вересня 1943, Гамбург, Німеччина — бас, колишні учасники гурту Time. Цей концептуальний альбом базувався на текстах Джона Кейя, які уїдливо критикували сучасну Америку. Однак чергові роботи групи не досягли успіху «Monster». 1972 року Джон Кей розпустив Steppenwolf, а після невдалих спроб реалізуватись у сольній кар'єрі, через два роки вирішив відродити діяльність гурту. Надалі він кілька разів залишав гурт і повертався, однак так і не зміг повернути йому колишній успіх.

## Історія гурту
Відправною точкою в історії Steppenwolf став 1964 рік, коли гітарист і співак німецького походження Джон Кей разом з ударником Джеррі Едмонтоном і клавішником Голді МакДжоном утворили в Торонто блюз-рокий гурт The Sparrow. Гурт випустив з ним один сингл на Columbia Records. Як не дивно, до двох її найкращих речей (згідно Allmusic), «Tomorrow's Ship» і «Isn't It Strange», Кей відношення не має: вони були написані іншими учасниками.

### 1967—1972
В 1967 році The Sparrow перебралися спочатку в Сан-Франциско, пізніше в Лос-Анджелес. Тут — запросивши до складу 17-річного гітариста Майкла Монарха і басиста Раштона морів — Кей утворив Steppenwolf. Назва для гурту придумав її менеджер і продюсер Гебрієль Меклер, запозичивши його у Германа Гессе. Сам Кей в той час роман ще не читав, але ємна, енергійна назва якнайкраще підходила для важкого блюз-року.
В дебютному альбомі Steppenwolf (1968), записаному всього за чотири дні, прослуховуються всі основні характеристики стилю гурту: грубий більш важкий блюз-рок, «тематична» лірика, виразний вокал Кея, одного з найбільш харизматичних і виразних вокалістів тих років. Центральної річчю альбому став хіт «Born to Be Wild» (#2 в США), написаний Деннісом Едмонтон (братом Джеррі, відомим також під псевдонімом Mars Bonfire; його, втім, в гурті до того часу вже не було). Фільм «Easy Rider» (в саундтрек якого увійшов також трек «The Pusher») забезпечив гурту репутацію лідерів контркультури і привернув до її творчості байкерів Західного узбережжя.
Для свого часу Steppenwolf грала незвично жорстку музику. В Сан-Франциско The Sparrow вперше одержала можливість розширити кругозір і зайнятися експериментом. Але в Steppenwolf ми з Джеррі одночасно вирішили, що головне в нашій музиці — потужна ритмічна основа. «Вдарить їм міцніше, роз'ясни, що хотів — і довгий далі» — таким принципом ми керувалися. При цьому тексти гурту були цілком філософськими: тут позначилося як вплив фолк-спільноти, так і спогади про дитинство, проведене в післявоєнній Німеччині. Я вважав, що важка музика цілком здатна давати людям їжу для серйозних роздумів. — Джон Кей.
Після Steppenwolf The Second (звідки вийшов ще один хіт, «Magic Carpet Ride») Морів пішов з групи: на його місце прийшов Нік Сент-Ніколас (колишній учасник The Sparrows), який в свою чергу поступився місцем Джорджу Бьондо в 1970 році. До цього часу гурт вже випустив  At Your Birthday Party  (з хітом «Rock Me») і концептуальний  Monster  (титульний трек якого, заряджений потужним політичним посланням, мав несподіваний для учасників гурту успіх). У 1969 році з гурту пішов гітарист Монарх; його замінив — спочатку Леррі Байрам, потім Кент Харрі.
На гребені популярності, виснажений наднапруженням гастрольно-студійним графіком, квінтет в 1972 році (в День Св. Валентина) оголосив про розпад. Мер Лос-Анджелеса Сем Йорт офіційно оголосив цей день «Днем Steppenwolf».
Кей зайнявся сольною кар'єрою, випустив два досить успішних альбоми: Forgotten Songs and Unsung Heroes і My Sportin' Life.

### 1974—1976
Провівши в 1974 році успішне «прощальне» турне, Steppenwolf — Кей, Едмонтон, МакДжон, Бьондо і новий гітарист Боббі Кокрен (Bobby Cochran) — повернулися до життя і записали три альбоми:  Slow Flux ' '(з хіт-синглом' 'Straight Shootin' Woman ),  Hour of the Wolf  і  Skullduggery  для Epic Records, після чого в 1976 знову оголосили про розпад. Кей підписав сольний контракт з Mercury Records і в 1978 році випустив тепло прийнятий All In Good Time.

### John Kay і Steppenwolf
Кей мав пару зустрічей з Девідом Песнелом (David Pesnell) (після його звільнення від реабілітаційного лікування від алкогольної та наркотичних залежностей), про менеджмент, концертні просування і продюсування нового альбому групи. Песнел хотів продюсувати альбом, що містив би нові пісні на стороні А, створені групою Three Dog Night і на стороні B пісні Steppenwolf. Робоча назва альбому «Back to Back» означала, що гра кожної групи засвідчувала факт — групи відродилися і повернулися разом знову. Ідея Песнела була простою: кожна група записала б чотири нові пісні, а п'ята пісня з кожного боку, містила б суміш минулих пісень групи. Хоча групам сподобалося така концепція альбому і концертне турне, виникли спірні аргументи, хто буде Side А і Side B та хто з них обох озаглавив би майбутнє концертне турне. Басист Welton Gite, який брав участь у записі цього альбому, скоро залишив гурт і його замінив Gary Link. В 1984 році був записаний альбом Paradox.
Джон Кей і Steppenwolf включали Джона Кея, Майка Пальмера (Mike Palmer) (гітари, бек- вокал), Стіва Пальмера (Steve Palmer) (барабани, бек-вокали), Дені Іронстона (Danny Ironstone) (клавіатура, бек-вокали) і Куртіса Тіла (Kurtis Teel) на басі. Брати Пальмери грали в групі Tall Water і були залучені Kay в його сольну кар'єру в кінці 70-х. Teel було замінено на Chad Peery і Ironstone by Brett Tuggle до 1981, і нова група випустила Live в London. Пізніше Tuggle було замінено Майклом Вілком (Michael Wilk) і новий студійний альбом Wolf Tracks був випущений в 1982 році на Attic (Nautilus в США) лейбелі. Басист Welton Gite, який з'явився в цьому альбомі, незабаром покинув групу після завершення запису альбому і був замінений Gary Link. В 1984 році послідував інший альбом Paradox.
В грудні 1984 гурт був розпущений, a Kay і Wilk вирішили продовжувати свою діяльність до початку 1985 разом з квартетом, який складався з: Kay, Wilk, Ron Hurst (барабанщик, бек-вокаліст) і Rocket Ritchotte (гітарист, бек-вокал). Wilk міг грати на басу та електрооргані. В цей час були випущені Rock N' Roll Rebels (1987) та Rise & Shine (1990). Обидва альбоми були випущені на Qwil і I.R.S. Records студіях. Ritchotte мав небіжчика в родині в 1989 році і був замінений Les Dudek, а пізніше Steve Fister, однак, в 1990 році він повернувся назад. Fister (екс-Iron Butterfly) повернувся назад до гурту в 1993 році, але пізніше передав «гітарні обов'язки» Danny Johnson (колись грав у Derringer, Rod Stewart та інших) в 1996 році.
Так як гурт був названий в честь роману Степовий вовк німецького письменника Германа Гессе, який народився в місті Black Forest, вони були запрошені на Міжнародний Hermann-Hesse-Festival 2002, і грали разом з іншими гуртами пісні на які надихнула їх творчість Гессе, наприклад, Anyone's Daughter. Концерт, використовуючи можливості медійних засобів, дозволив Кею прославитися в Німецькому товаристві.
Гурт виконав свій 'прощальний концерт' 6 жовтня 2007 в Ripken Stadium в Aberdeen, Maryland, з участю Kay, клавішника Michael Wilk, барабанщика Ron Hurst і гітариста Danny Johnson.
У 2007 році інформаційний бюлнтень від Kay's Wolfpack фанклубу заявив, що будуть повторно випущені альбоми 2007 і 2008. Однак, хоча був офіційний розпуск гурту, вони продовжували грати, лімітуючи свою кількість виступів у шоу протягом 2007 року.
В 2010 John Kay надав Glen Bui і Goldy McJohn ліцензію продюсерувати Steppenwolf Productions як Magic Carpet Ride.

## Дискографія
- 1968: Steppenwolf
- 1968: The Second
- 1969: At Your Birthday Party
- 1969: Early Steppenwolf
- 1969: Monster
- 1970: Steppenwolf Live
- 1970: Steppenwolf 7
- 1971: Gold — Their Greatest Hits
- 1971: For Ladies Only
- 1972: Rest In Peace
- 1973: 16 Greatest Hits
- 1974: Slow Flux
- 1975: The Hour Of The Wolf
- 1975: Master Of Rock
- 1976: Skullduggery
- 1976: Reborn To Be Wild — The Best Of Steppenwolf
- 1981: Live In London
- 1982: Wolftracks
- 1984: Paradox
- 1985: Magic Carpet Ride
- 1985: Golden Greats: Steppenwolf
- 1987: Rock'n'Roll Rebels
- 1990: Rise & Shine
- 1999: The Best Of Steppenwolf: Born To Be Wild

### John Kay
- 1972: Forgotten Songs & Unsung Heroes
- 1973: My Sporting Life
- 1978: All In Good Time
- 1987: Lone Steppenwolf